# Heliopolis (Kairo)
Heliopolis (arabiska: مصر الجديدة  Masr el-Gedida), är det västerländska namnet på en välbärgad förort/distrikt (kism) i Kairo, Egypten, belägen cirka 10 kilometer nordost om stadens centrum. Folkmängden uppgår till cirka 140 000 invånare.
Heliopolis uppfördes under 1900-talets början som en luxuös trädgårdsstad avskild från Kairo, sedan dess har förorten helt vuxit samman med staden och förlorat mycket av sin ursprungliga karaktär. Heliopolis har dock fortfarande högt anseende och där ligger bland annat presidentpalatset samt stadens internationella flygplats.